# Merprodukt
Merprodukt (ty. Mehrprodukt eller Surplusprodukt) är hos Karl Marx det överskott som blir kvar av produktionen sedan man dragit av det som går åt till att hålla arbetskraften vid liv. I ett samhälle med ingen eller mycket liten merprodukt kan inte heller klasser uppstå - det finns helt enkelt inget utrymme för några större ekonomiska skillnader mellan människor.
I ett samhälle där varuutbytet dominerar tar sig merprodukten uttryck som mervärde.